# 傘寿まり子
『傘寿まり子』（さんじゅまりこ）は、おざわゆきによる日本の漫画作品。『BE・LOVE』（講談社）にて、2016年12号より2021年7月号まで連載された。傘寿の高齢者を主人公に据え、高齢者絡みの問題を取り扱った内容が特徴。
2021年3月発売の『BE・LOVE』2021年4月号では連載80回を迎えたことを記念し、特製の「眼鏡ケース&眼鏡拭き」を80人にプレゼントする企画が開催された。

## 制作背景
本作の前の連載作『あとかたの街』はおざわの母の戦争体験を元に描かれた作品であり、取材でたくさんの高齢者に会い、話を聞いたことから「おばあちゃんを描きたい」と考えた。最近の高齢者はおざわが読んだことのある高齢者のエッセイなどのように煩悩が離れていった仙人のような達観した生き方ではなく、自身の母も含めて歳をとっても人間的には以前と変わらない、「年をとっても仙人にはなれない」ということに思い至り、本作の執筆テーマの1つとしたと、インタビューで答えている。

## 評価
主人公が80歳で、高齢者問題を描く本作は現代的なリアリティがあり、現代社会の問題を凝縮していることから、好評を博している。本作の読者は40代から70代の女性が中心となっており、これまで漫画の主要な読者層とは考えられていなかった中高年以上に支持されたことが本作のヒットの背景にあると考えられている。
主人公の親友である高齢女性が娘と同居を始め、見知らぬ土地で孤立したために家出するエピソードは、特に大きな反響があった。おざわによれば、互いに大切に思うからこその親子のすれ違いが、読者の共感を呼んだという。
既刊5巻（2018年2月）の時点での累計発行部数は25万、。2018年には、第42回講談社漫画賞一般部門を受賞した。2023年8月には累計発行部数が80万部に達した。

## あらすじ
幸田まり子は80歳のベテラン作家。夫には先立たれ、息子夫婦と孫夫婦、ひ孫と四世代同居している。自分が息子夫婦、孫夫婦から邪魔者扱いされていることを自覚したまり子は傘寿（80歳）にして家を出て「独立」することを決意する。
まず、まり子は民間賃貸住宅を借りようとするが、作家の仕事や年金の受給もあることから、家賃支払い能力が充分あるにも関わらず、高齢者ゆえの入居差別に遭い、住宅を借りられない。ホテル住まいも金がかかるということで、まり子はネットカフェ難民となる。
クロという声の出せない捨て猫を拾い、クロに懐かれるまり子は、かつての作家仲間服部じゅん子の元夫八百坂親承と再会する。かつて、まり子も八百坂に想いを抱いていたこともあり、2人は八百坂の自宅で同棲を始め、まり子はクロを連れてネットカフェを引き払う。ある日、まり子は新作小説の取材旅行をすることになり、八百坂の運転で山梨県を目指すが、八百坂は高速道路を逆走し、交通事故を起こした。それによって2人の同棲が、八百坂の親族に知られることになり、まり子は八百坂から離れ、再びネットカフェ難民となる。
ネットカフェ店員の勧めで、オンラインゲームをやっていたまり子は、自分と同世代っぽいベテランプレイヤー「ちえぞう」と知り合い、実際に会ってみて意気投合。ちえぞう（三原しの）が娘と住むマンションにクロともどもお世話になることになる。
新作の執筆に取り掛かっていたまり子だったが、連載を持っていた文芸誌「群星」から誌面刷新のため打ち切りを告げられる。

## 登場人物
幸田まり子（こうだ まりこ）
本作の主人公。80歳のベテラン小説家で夫とは死別している。
小説家としてずっと現役であり、主婦業には専念していないため、そういった観点からは少々浮世離れしている点もある。
おざわの願望も反映されており、身体の痛みなどは訴えないことから、意図せずして新しい高齢者像となった。
八百坂親承（やおさか ちかつぐ）
まり子の作家仲間だった服部じゅん子の元夫。じゅん子との間に娘を儲けたが離婚（娘の親権はじゅん子に）。彼女との離婚後はマンションで一人暮らしをしていた。
幸田こうじ（こうだ こうじ）
まり子の息子で会社員。
幸田初子（こうだ はつこ）
こうじの妻で、ハヤトの母。世間体を強く気にするなど神経質ぎみな性格。
幸田ハヤト（こうだ ハヤト）
こうじ・初子夫妻の息子（つまり、まり子の孫）。妻の彩花とは「できちゃった結婚」という馴れ初めのためか、経済的に不安定なこともあり両親と同居している。
幸田彩花（こうだ あやか）
ハヤトの妻。明るい性格の女性だが、「できちゃった結婚」という馴れ初めのためか、家事や育児面で不十分な所があり、初子を苛立たせている。
幸田宙（こうだ そら）
まり子のひ孫でハヤト・彩花夫妻の息子。
斉藤（さいとう）
文芸誌「群星」の編集員。まり子を担当する。
服部じゅん子（はっとり じゅんこ）
まり子の作家仲間。故人。若いころは才色兼備な女性で、まり子の憧れの存在になるような華やかな女性だったが、晩年は病気がちで家族とも折り合いが悪く、4世代同居の自宅で「家庭内孤独死」した。
クロ
まり子が拾った黒色の猫。鳴き声が出せない。
元々は飼い猫だったが、飼い主が孤独死したため、野良状態となる。まり子に拾われた時はゴミやホコリの塊に間違えられるほど体が汚れていた。
ネットカフェのオーナー
まり子が来店したネットカフェの女性オーナーでまり子と同世代。
不動産業も営んでおり、クロを連れてネットカフェに来店したことを告白したまり子に対し、自身の店子(入居者)の動物病院をまり子に紹介した。
またバーのオーナーもしており、その店の常連客だった小桜蝶子とまり子が再会するきっかけにもなる。
三原しの（みはら しの）
オンラインゲームを通じて、まり子と知り合う。ゲームでのハンドルネームは「ちえぞう」（片岡千恵蔵のファンであることに由来）。75歳。
ガリオ
男子大学生。ゲームセンターで対戦プレイをしていたところ、まり子としのが対戦の申し出をしてきたことで出会い、意気投合する。
小桜蝶子（こざくら ちょうこ）
小説だけではなく、メディア露出などでも一世を風靡した小説家。作品は映画化などもされている。

## 書誌情報
- おざわゆき 『傘寿まり子』 講談社〈KCデラックス BE LOVE〉、全16巻
  1. 2016年11月11日発売[12]、ISBN 978-4-06-393074-0
  2. 2017年2月13日発売[13]、ISBN 978-4-06-393143-3
  3. 2017年5月12日発売[14]、ISBN 978-4-06-393191-4
  4. 2017年9月13日発売[15]、ISBN 978-4-06-393271-3
  5. 2017年12月13日発売[16]、ISBN 978-4-06-510642-6
  6. 2018年4月13日発売[17]、ISBN 978-4-06-511368-4
  7. 2018年7月13日発売[18]、ISBN 978-4-06-512216-7
  8. 2018年11月13日発売[19]、ISBN 978-4-06-513595-2
  9. 2019年3月13日発売[20]、ISBN 978-4-06-514899-0
  10. 2019年7月12日発売[21]、ISBN 978-4-06-516375-7
  11. 2019年11月13日発売[22]、ISBN 978-4-06-517654-2
  12. 2020年3月13日発売[23]、ISBN 978-4-06-518825-5
  13. 2020年7月13日発売[24]、ISBN 978-4-06-520215-9
  14. 2020年11月13日発売[25]、ISBN 978-4-06-521395-7
  15. 2021年3月12日発売[26]、ISBN 978-4-06-522574-5
  16. 2021年7月13日発売[27]、ISBN 978-4-06-524000-7